# (1619) Ueta
(1619) Ueta – planetoida z pasa głównego asteroid okrążająca Słońce w ciągu 3 lat i 130 dni w średniej odległości 2,24 au. Została odkryta 11 października 1953 roku w obserwatorium w Kwasan przez Tetsuyasu Mitani. Nazwa planetoidy pochodzi od nazwiska byłego dyrektora obserwatorium w Kwasan. Przed nadaniem nazwy planetoida nosiła oznaczenie tymczasowe (1619) 1953 TA.